# Черноголова
Черноголо́ва (укр. Чорноголова) — село в Дубриничско-Малоберезнянской сельской общине Ужгородского района Закарпатской области Украины.
Население по переписи 2001 года составляло 1348 человек. Почтовый индекс — 89042. Телефонный код — 03135. Занимает площадь 92,809 км². Код КОАТУУ — 2120887201.
Главной достопримечательностью села является деревянная церковь Святого Николая, построенная в XVII веке.